# 阿庄镇
阿庄镇，是中华人民共和国陕西省铜川市印台区下辖的一个乡镇级行政单位。

## 行政区划
阿庄镇下辖以下地区：
阿庄村、南塬村、塬圪塔村、西沟岭村、长峪村、小庄村、湫洼村、丰邑村、汉寨村和下庄村。